# Imadoki!
Imadoki! (jap. イマドキ！) ist eine Manga-Serie von Yuu Watase aus den Jahren 2000 und 2001. Der Shōjo-Manga ist den Genres Comedy und Romanze zuzuordnen.

## Handlung
Die junge Tanpopo (jap. für Löwenzahn) wechselt die Schule. Von der Provinz Hokkaidō gelangt sie an die Elite-Oberschule Meio-Gakuen in Tokio. Dort wird sie von ihren Mitschülern, die hauptsächlich aus angesehenen Familien stammen, oft als „Unkraut“ beschimpft. Trotzdem verliert sie nicht den Mut und freundet sich mit ihren Mitschülern Kouki Kugyou, Tsukiko Saionji und Aoi Kyougoku an. Bald erfährt sie, dass Koukis Bruder seit zwei Jahren vermisst wird und Kouki seitdem mit dessen Verlobten Erika Yanahara zusammenlebt. Zwischen den zwei Mädchen entbrennt um Koukis Gunst ein Konkurrenzkampf, den Erika mittels eines Kusses für sich entscheiden kann. Enttäuscht darüber geht Tanpopo ihren Freunden seitdem aus dem Weg. Eines Abends steht jedoch ein junger Mann vor ihrer Tür (wie sich herausstellt: ein neuer Nachbar), der sich als Koukis verschollenen Bruder vorstellt. Später versöhnen sich die Brüder etwas. Aber Tanpopo willigt ein mit Koukis Bruder auszugehen. Als das Kouki bemerkt, ist er eifersüchtig und so benimmt er sich viel netter zu seiner Verlobten. Jedoch später entscheidet er, seine Verlobte zu verlassen, die daraufhin versucht sich selbst umzubringen. Tanpopo kriegt einen Anruf von ihrer Oma und erfährt, dass ihr Opa ein Schlaganfall hatte und jetzt im Koma liegt. Sie beschließt für immer dort zu bleiben. Am Ende gestehen sie sich gegenseitig ihre Liebe und Kouki geht in Hokkaido zur Uni.

## Veröffentlichungen
Imadoki! erschien in Japan von 2000 bis 2001 in Einzelkapiteln im Manga-Magazin Bessatsu Shōjo Comic. Diese Kapitel wurden vom Shogakukan-Verlag auch in insgesamt fünf Sammelbänden veröffentlicht.
Auf Deutsch erschien der Manga von September 2004 bis Januar 2005 vollständig bei Egmont Manga und Anime. Die Übersetzung stammt von Burkhard Höfler. Eine englische Fassung erschien bei Viz Media in den USA und bei Madman Entertainment in Australien und Neuseeland. Auf Französisch erschien der Manga bei Editions Tonkam, auf Italienisch bei Play Press und auf Chinesisch bei Ever Glory Publishing.